# Сельское поселение «Село Никитское»
Село Никитское — сельское поселение в Медынском районе Калужской области.
Административный центр — село Никитское.

## География
Поселение одно из наиболее удаленных в районе — находится в 37 километрах от Медыни, на севере граничит с Московской областью. По территории и населению является средним.

## Население
| 2010 | 2012 | 2013 | 2014 | 2015 | 2016 | 2017 |
| ---- | ---- | ---- | ---- | ---- | ---- | ---- |
| 417  | ↘408 | ↘386 | ↘380 | ↘366 | ↘349 | ↘348 |
| 2018 | 2019 | 2020 | 2021 |      |      |      |
| ↗355 | ↘353 | ↘350 | ↘312 |      |      |      |

## Состав поселения
В состав сельского поселения входит 12 населенных пунктов:
| №  | Населённый пункт | Тип населённого пункта       | Население |
| -- | ---------------- | ---------------------------- | --------- |
| 1  | Горки            | деревня                      | →2        |
| 2  | Зонино           | деревня                      | ↗32       |
| 3  | Кобелево         | деревня                      | ↗8        |
| 4  | Левино           | деревня                      | ↗28       |
| 5  | Львово           | деревня                      | ↗19       |
| 6  | Никитск          | деревня                      | ↘48       |
| 7  | Никитское        | село, административный центр | ↘245      |
| 8  | Скородинка       | деревня                      | ↗4        |
| 9  | Ступино          | деревня                      | ↗19       |
| 10 | Федосово         | деревня                      | ↗4        |
| 11 | Хорошево         | деревня                      | ↗6        |
| 12 | Якушкино         | деревня                      | ↗2        |

## Инфраструктура
В селе Никитское действуют администрация, школа, детский сад (временно не работает), фельдшерско-акушерский пункт, почта, библиотека. Работает одна торговая точка.